# Château Pape Clément

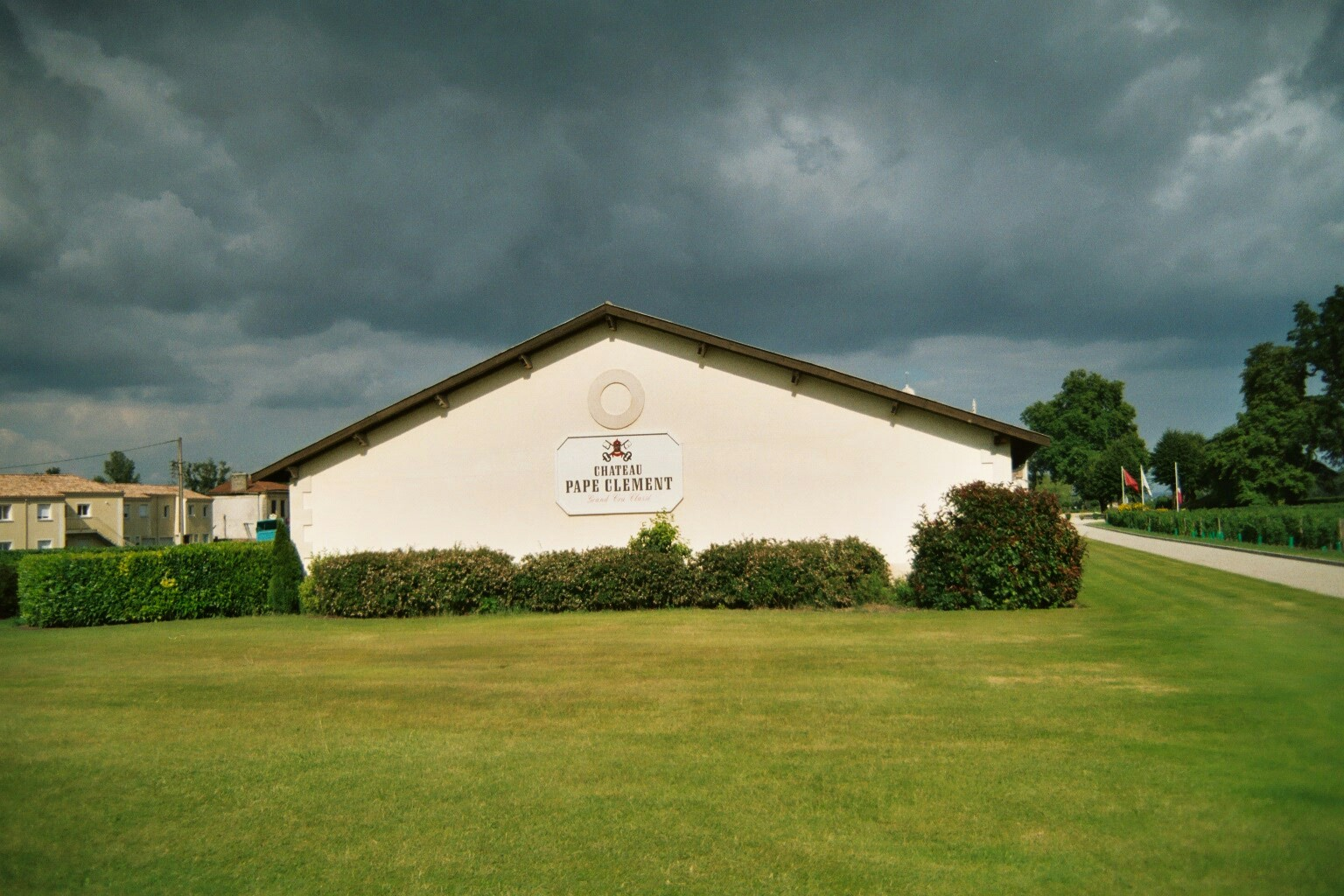
Fasslager von Pape Clement

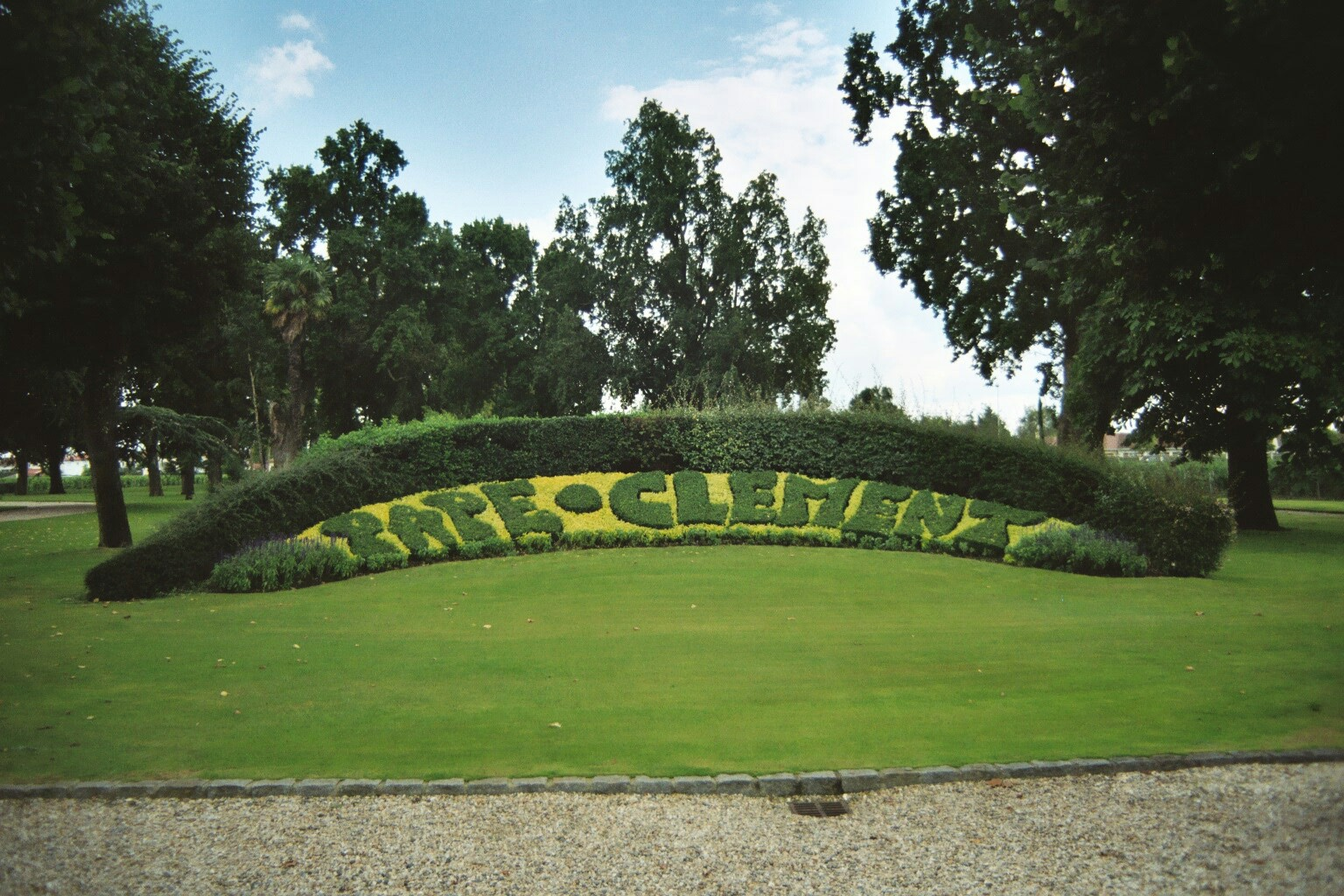
Blumen-Schriftzug

Das Château Pape Clément ist ein sehr bekanntes Weingut in Pessac am Stadtrand von Bordeaux. Das Weingut gehört zur Appellation Pessac-Léognan, zu dem auch alle unmittelbar im Stadtgebiet von Bordeaux liegenden Weingüter gehören wie auch die bekannten Güter Château Haut-Brion und Château La Mission Haut-Brion.
Pape Clément ist zwar nicht als Premier Cru klassifiziert, der Wein wird aber von vielen Weinkennern als ebenso hochwertig angesehen. Das Gut ist älter als die Haut-Brion-Güter: es stammt bereits aus dem Mittelalter und gilt als ältestes kontinuierlich bewirtschaftetes Weingut der gesamten Gegend von Bordeaux. Es verfügt über 30 Hektar Rebfläche für Rotwein (60 % Cabernet Sauvignon, 40 % Merlot) sowie über 2,5 Hektar für Weißwein (45 % Sauvignon Blanc, 45 % Sémillon, 10 % Muscadelle). 62 % der Rebstöcke sind älter als 25 Jahre, viele davon auch älter als 45 Jahre. Die jüngeren Reben werden im Zweitwein, dem Le Clémentin du Château Pape Clément, verarbeitet. Je nach Jahrgang werden ca. 25–35 % der Ernte als Zweitwein vermarktet.
Das Gut greift auf die Dienste des Weinmachers Michel Rolland zurück.

## Geschichte
Château Pape Clément wurde vor Jahrhunderten in einer alten bordelaiser Winzer-Familie auf den Sohn Bertrand de Got vererbt, der Bischof wurde, später in Rom Kurienkardinal wurde und zum Papst Klemens gewählt wurde. Seit 1305 trägt das Gut seinen Namen. Klemens überließ das Gut in der Folge dem Bistum Bordeaux, das daraus ein Mustergut machte.
1791 wurden alle Besitztümer der Kirche aufgrund der französischen Revolution beschlagnahmt und verkauft. Der Bankmann Charles Peixotto erwarb das Gut. Château Pape Clément wechselte in der Folge häufig den Besitzer und hatte insbesondere unter Jean-Baptiste Clerc eine Blütezeit. Er vergrößerte das Gut erheblich und baute das Château.
Nach der Reblaus-Katastrophe und den neuen Pilzkrankheiten wie der Echte und Falsche Mehltau wurde Bordeaux 1937 von schweren Hagelschauern heimgesucht. Ein Großteil der Weinfelder wurde zerstört. Nach den überaus schlechten Jahrgängen von 1935 und 1936 bedeutete dies das Aus für viele Weingüter der Region. Château Pape Clément wurde 1939 von Paul Montagne aufgekauft. Unter Mithilfe des Önologen Émile Peynaud baute er das Weingut wieder auf. Seine Qualitätsbemühungen wurden 1959 belohnt, als sein Gut zum Cru Classé des Gebiets Graves ernannt wurde. Heute wird Château Pape Clément von Bernard Magrez geleitet und ist innerhalb der Magrez-Gruppe das Flaggschiff.

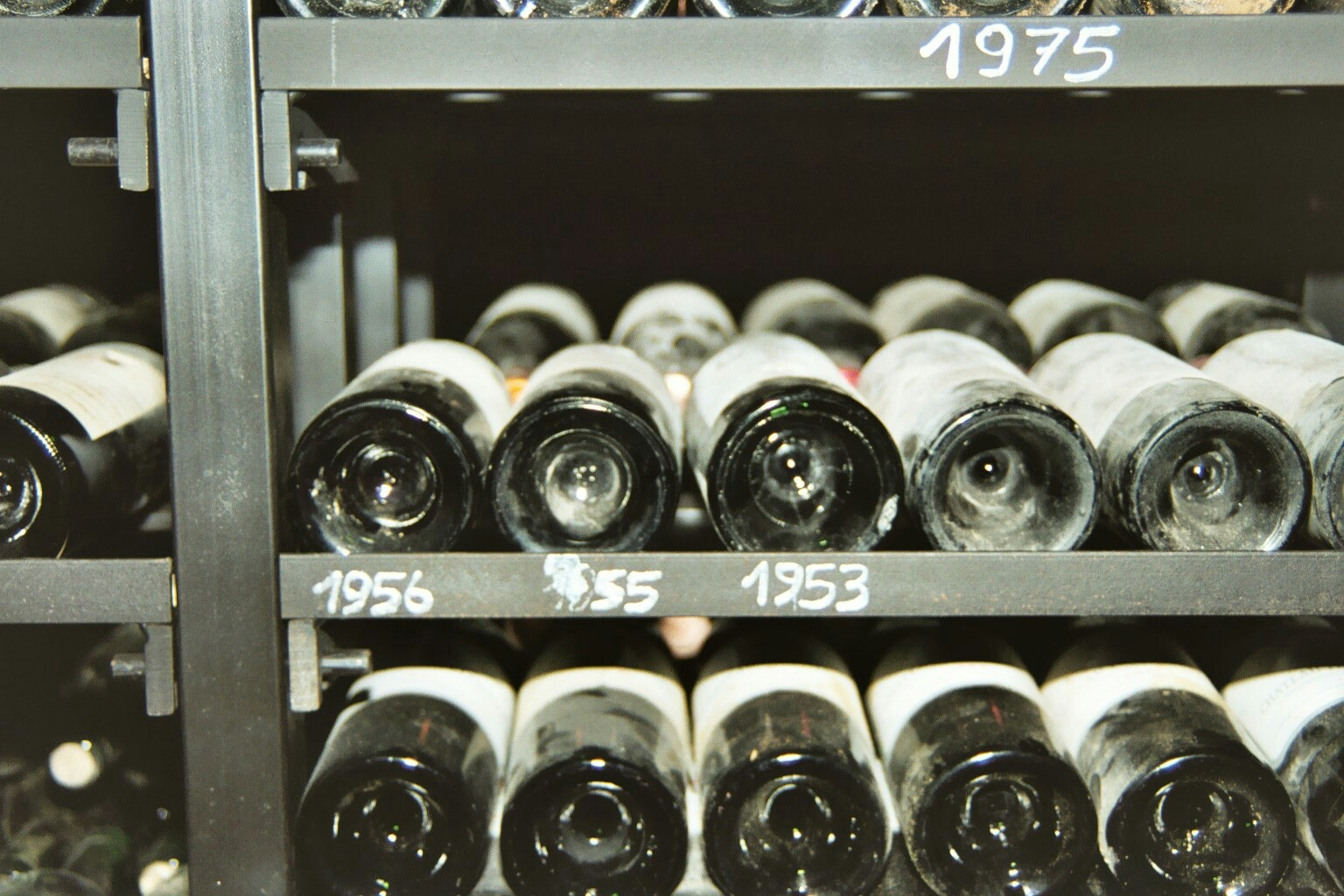
Referenzlager
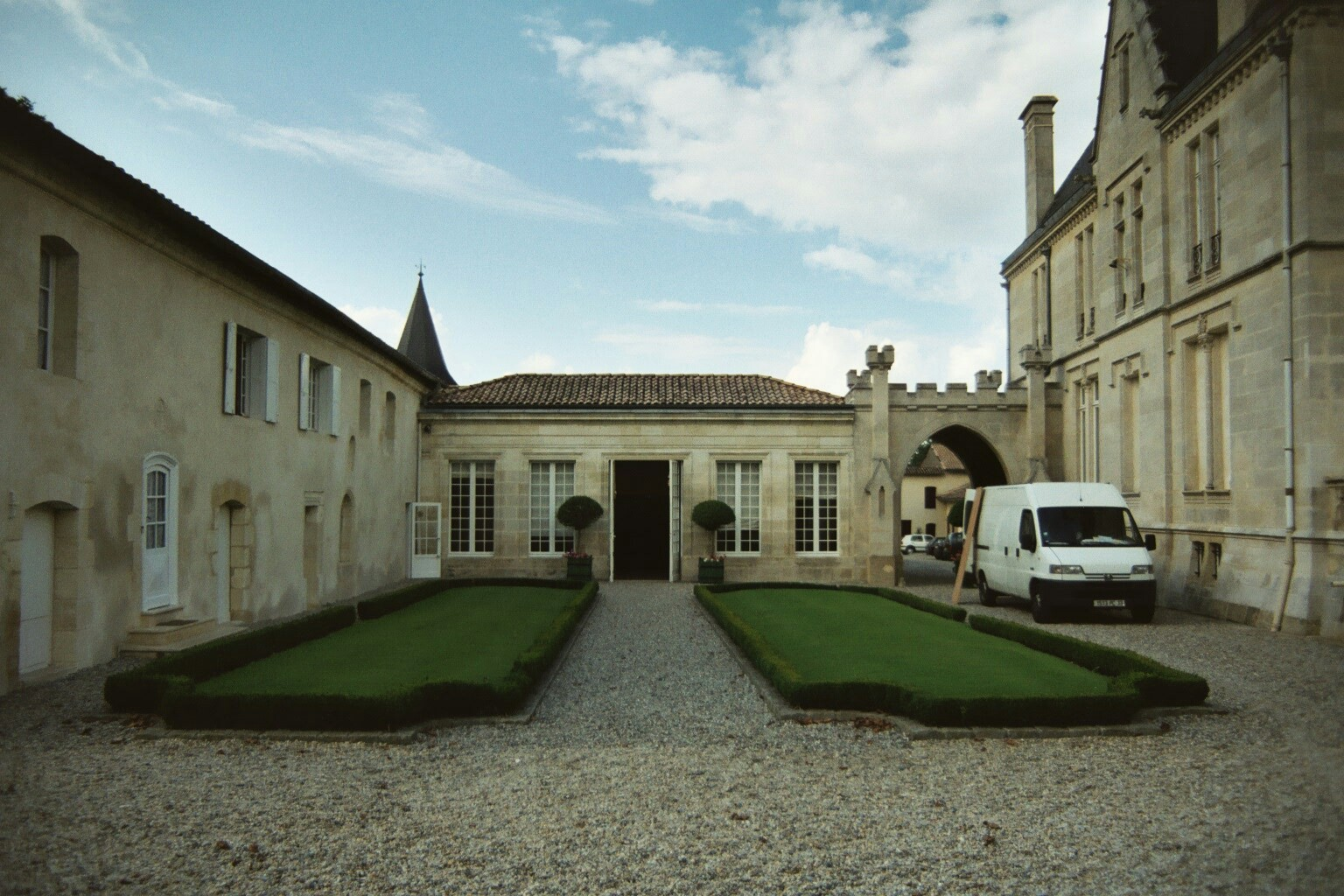
Hofgebäude-Ensemble
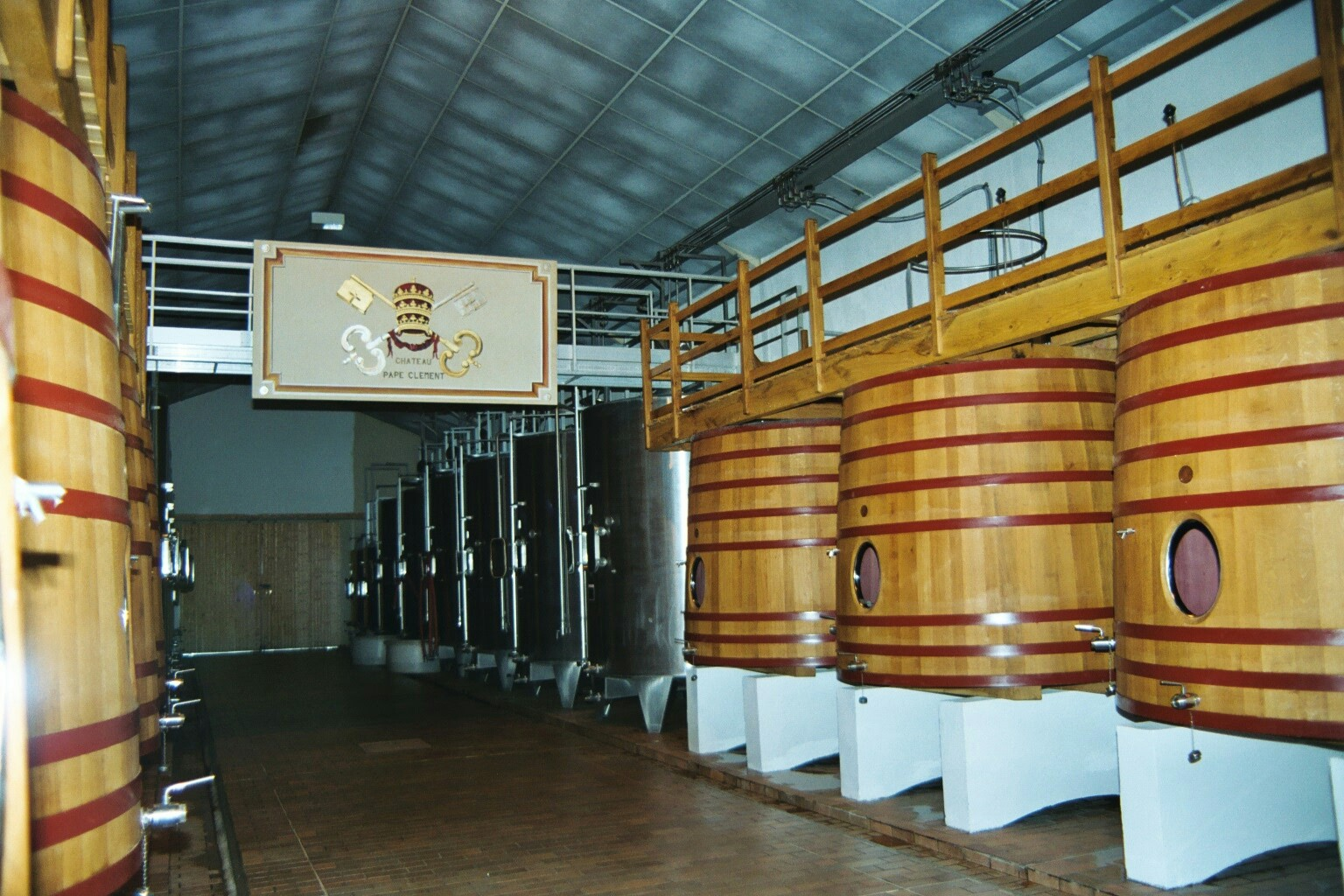
Gärkeller
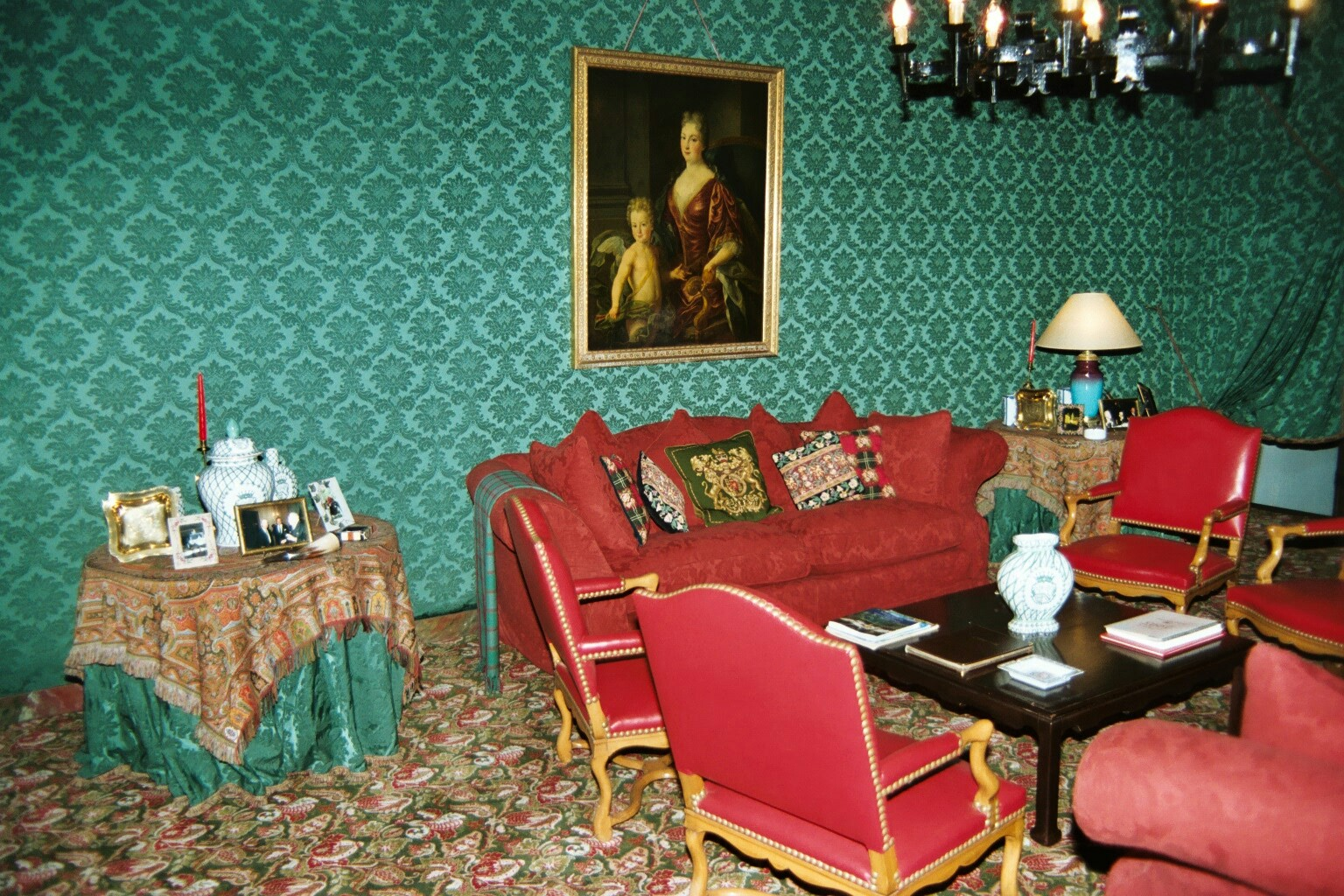
Verkostungssalon